# Nole Kaba
Pour les articles homonymes, voir Nole (homonymie).
Nole Kaba est un woreda de l'ouest de l'Éthiopie situé dans la zone Mirab Welega de la région Oromia. Il a 59 826 habitants en 2007. Son centre administratif est Debeso.

## Origine
L'Atlas of the Ethiopian Rural Economy montre l'étendue du woreda Nole Kaba au début des années 2000 alors qu'il était entouré par Lalo Kile, Yubdo, Genji et Haru dans la zone Mirab Welega et par Darimu, Supena Sodo et Dega dans la zone Illubabor.
Il perd la partie orientale de son territoire avec le détachement de Sayo Nole probablement en 2007.

## Situation
Situé dans le sud de la zone Mirab Welega, Nole Kaba est limitrophe de la zone Kelam Welega à l'ouest et de la zone Illubabor au sud. 
| Yubdo     | Genji     | Haru       |
| Lalo Kile | Nole Kaba | Sayo Nole  |
|           | Darimu    | Alge Sachi |

Son centre administratif, Debeso, se trouve à près de 1 900 m d'altitude, une soixantaine de kilomètres au sud-ouest de Gimbi.

## Population
Au recensement national de 2007, le woreda compte 59 826 habitants dont 9 % de citadins avec 5 096 habitants à Debeso.
La majorité des habitants du woreda (77 %) sont protestants, 16 % sont orthodoxes, 5 % sont musulmans et 1 % sont de religions traditionnelles africaines.
En 2022, la population du woreda est estimée à 87 094 personnes avec une densité de population de 138 personnes par km2 et 633 km2 de superficie.